# Kirchbühl (Geuser)

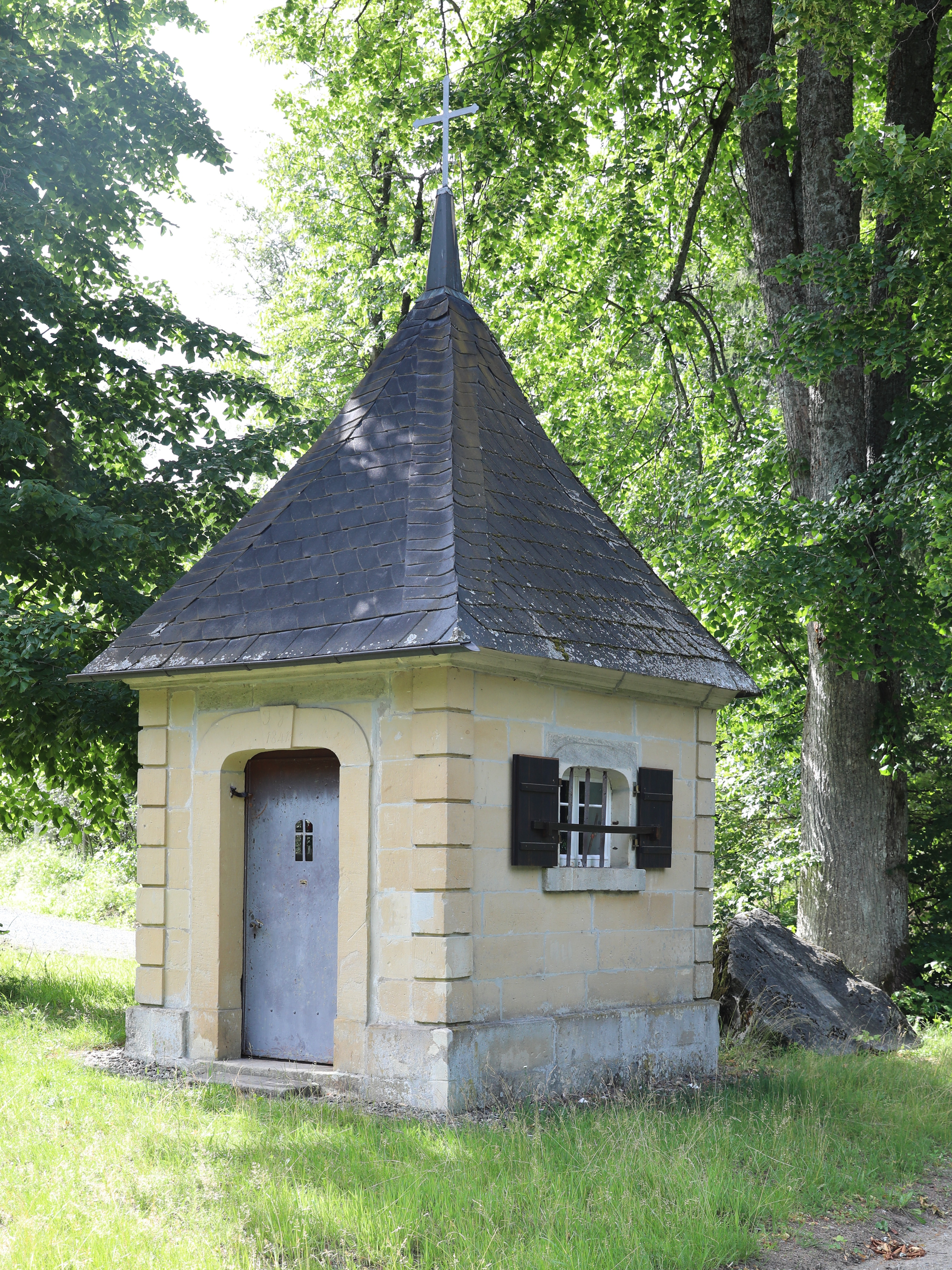
Kirchbühlkapelle

Kirchbühl ist eine Wüstung auf dem Gemeindegebiet des Marktes Marktrodach im Landkreis Kronach (Oberfranken, Bayern).

## Geographie
Der Ort liegt am Frankenweg auf einer Höhe von 620 m ü. NHN in einer Waldlichtung 2,3 km westlich von Geuser. In der Nähe befindet sich die Radspitze, eine der höheren Erhebungen im Frankenwald.

## Geschichte
Die Einöde Kirchbühl existierte von 1323 bis 1880.  Gegen Ende des 18. Jahrhunderts gehörte das aus zwei Anwesen bestehende Kirchbühl zur Realgemeinde Zeyern. Das Hochgericht übte das bambergische Centamt Wallenfels aus, was aber von dem bayreuthischen Vogteiamt Seibelsdorf bestritten wurde. Das Vogteiamt Wallenfels war der Grundherr der beiden Halbhöfe.
Von 1797 bis 1808 unterstand der Ort dem Justiz- und Kammeramt Kulmbach. Mit dem Gemeindeedikt wurde Kirchbühl dem 1808 gebildeten Steuerdistrikt Zeyern und der 1818 gebildeten Ruralgemeinde Geuser zugewiesen. Nach 1877 wurde der Ort in den amtlichen Ortsverzeichnissen nicht mehr aufgelistet. Heute gibt es nur noch die Kirchbühlkapelle aus dem Jahre 1841. Sie befindet sich in der Gemarkung Zeyern.

### Einwohnerentwicklung
| Jahr      | 001800 | 001818 | 001861 | 001871 |
| Einwohner | 10     | 21     | 20     | 16     |
| Häuser    | 2      | 2      |        |        |
| Quelle    | [ 8 ]  | [ 5 ]  | [ 9 ]  | [ 10 ] |

## Religion
Der Ort war katholisch und nach St. Leonhard (Zeyern) gepfarrt.